# WX310K
WX310Kは、ウィルコム向けに供給された京セラ製PHS（AIR-EDGE PHONE）端末である。過去の京セラ製PHSであるAH-K3001Vの後継機種にあたり、ユーザーにより「京ぽん2」等の愛称がつけられている。

## 概要
前機種であるAH-K3001VがPHSとしては異例のヒット商品だったことから、最大の特徴であるOperaを搭載する路線を踏襲。動作が緩慢、内蔵メモリの容量が少ないなどといったAH-K3001Vの不満を解消し、最大128kbpsの4xパケット方式に対応。メガピクセルカメラやBluetooth、miniSDカードスロットを内蔵。USBマスストレージクラスに対応し、miniSDカードリーダーとしても使用出来るようになっている。別途専用サイトからライセンスキーをダウンロードすることにより使用出来るQRコードリーダー機能、Flashプレーヤー、有償にてWord、Excel、PowerPoint、PDFなどの文書を閲覧できる「Picsel Viewer」、動画撮影機能、ミュージックプレーヤーなどを搭載することが可能。
前述のダウンロードにて追加出来るFlash PlayerはOperaと連動しており、パソコン向けのウェブサイトで使われているFlashコンテンツを再生出来る。
またミュージックプレーヤーを追加することにより、ATRAC3及びMP3に対応したATRAC Audio Device（ATRAC AD）として本機を使用出来るようになるほか、MP3ファイルを着信音として利用可能となる。
なお、ATRACはメモリースティックを推進するソニーが策定した規格であるため、SD系のメモリーカードでATRACデータの記録・再生に対応しているケースは希であり、本機は数少ないSD系メモリーカードを使用するATRAC AD機器となっている。

## スペシャルモデル
2008年12月にはスペシャルモデルと称した、ウィルコム定額プランが本体代金込みで2年間、月々980円で使用できるモデルが一部で販売された。本体仕様は通常モデルと同一である。
ソフトバンクモバイルのホワイトプランと同額で24時間通話定額やメール定額、より低廉な価格でパケット通信が利用できる。

## 沿革
- 2005年6月21日 JATE（財団法人電気通信端末機器審査協会）による審査を通過
- 2005年7月27日 Bluetooth認定機関である「Bluetooth.org」から認定を受ける
- 2005年8月10日 JATEによる審査を再度通過
- 2005年9月27日 発表
- 2005年11月25日 発売
- 2005年12月21日 ファームウェアVer.1.1.6 公開
- 2006年2月23日 ファームウェアVer.1.2.2 公開
- 2006年2月27日 ミュージックプレーヤー 公開
- 2006年4月17日 オプション辞書 公開
- 2006年5月31日 ファームウェアVer.1.2.3 公開
- 2006年12月21日 ファームウェアVer.1.2.7 公開
- 2007年12月19日 ファームウェアVer.1.2.10 公開 するもその日のうちに公開停止
- 2008年1月16日 ファームウェアVer.1.2.12 公開 するも数日後に公開停止
- 2008年2月6日 ファームウェアVer.1.2.14 公開
- 2008年3月22日 Flashプレイヤーのダウンロードを無償提供に変更

## 各種仕様
- 外部端子 miniUSB TypeB（USBデータケーブル同梱） CDC準拠モードとモデム&ユーティリティ併用モードで切り替え可能
- バッテリ リチウムイオン 850mAh/3.7V
- サウンド機能 64ch PCM音源（WavetableによるMIDIファイル再生対応）
- フォント NEC「FontAvenue 丸ゴシック」
- ブラウザ Opera for SmartPhone Ver 7.0
- メーラー 富士通ビー・エス・シー Be Star Mail
- ミュージックプレーヤー ATRAC形式（ATRAC3/ATRAC3plus）、MP3形式（いずれもOpenMGにより保護）
- ムービー 再生：MPEG-4、3GPP、3GPP2/録画：3GPP、3GPP2
- バーコードリーダー 株式会社メディアシーク製
- Flash Player Ver.6相当（イーソル製）
- TCP/IP エルミックシステム KASAGO